# Opatovice (Zbýšov)
Opatovice (německy Opatowitz) jsou místní částí obce Zbýšov v okrese Kutná Hora ve Středočeském kraji. Nacházejí se asi jeden kilometr severně od Zbýšova. Opatovicemi protéká Jánský potok. Opatovice leží v katastrálním území Opatovice u Zbýšova o rozloze 3,5 km².

## Historie
První písemná zmínka o vesnici pochází z roku 1378.

## Památky
- evangelický kostel
- pomník mistra Jana Husa
- pomník Jeronýma Pražského